# Naša krajevna skupnost
Naša krajevna skupnost je slovenska humoristična TV serija iz leta 1981. Predvajane so bile tri sezone ob petkih zvečer na prvem programu TV Ljubljana.

## Epizode

### 1. sezona
| Št. | Naslov                      | Datum predvajanja | Igralci |
| --- | --------------------------- | ----------------- | --- |
| 1.  | Z opeko po zakonu           | 9. januar 1981    | Janez Albreht, Jurij Souček, Nika Juvan, Dare Ulaga, Zlatko Šugman, Živojin Milenković, Polde Bibič, Ivo Ban, Marjan Hlastec, Janez Rohaček, Julij Guštin, Sandi Krošl, Ljerka Belak, Janez Klasinc, Božo Vovk, Franjo Kumer, Zvezdana Mlakar, Joco Turk, Alojz Milič, Brane Ivanc, Maks Bajc, Anton Homar, Milan Breziger, Matiček in Zalka Grabnar                      |
| 2.  | Minivrtec                   | 16. januar 1981   | Janez Albreht, Polde Bibič, Ivo Ban, Milena Muhič, Marjan Hlastec, Majda Potokar, Maks Bajc, Franjo Kumer, Brane Ivanc, Zlatko Šugman, Živojin Milenković, Ljerka Belak, Mila Kačič, Livio Bogatec, Sandi Pavlin, Slavko Strnad, Milan Breziger, Franci Prus, Andrej Nahtigal, Zvezdana Mlakar, Milena Grm, Neža Simčič, Zlata Rodošek, Zdenka Bevc, Milena Sovdat        |
| 3.  | Isto, le malo drugače       | 23. januar 1981   | Milena Muhič, Ivo Ban, Anton Petje, Janez Škof, Andrej Kurent, Živojin Milenković, Zlatko Šugman, Janez Albreht, Janez Rohaček, Marjan Hlastec, Joco Turk, Brane Ivanc, Zvezdana Mlakar, Andrej Nahtigal, Ljerka Belak, Mila Kačič, Maks Bajc, Milena Grm, Zlata Rodošek, Neža Simčič, Marija Hozjan, Milena Sovdat, Ida Marinčič                                         |
| 4.  | Vrana vrani ne izkljuje oči | 30. januar 1981   | Boris Kralj, Janez Albreht, Anton Homar, Danilo Benedičič, Polona Vetrih, Bogdana Bratuž, Živojin Milenković, Zlatko Šugman, Ljerka Belak, Ivo Ban, Polde Bibič, Jurij Souček, Nika Juvan, Majda Potokar, Janez Rohaček, Brane Ivanc, Milan Breziger, Zvezdana Mlakar |
| 5.  | Frakl gre na zdravljenje    | 6. februar 1981   | Zlatko Šugman, Živojin Milenković, Polde Bibič, Janez Albreht, Anton Homar, Marjan Hlastec, Polona Vetrih, Maja Šugman, Ljerka Belak, Janez Rohaček, Brane Ivanc, Ivo Ban, Angelca Hlebce, Sandi Pavlin, Joco Turk, Zvezdana Mlakar, Andrej Nahtigal, Milena Grm, Ida Marinčič                                                                                            |
| 6.  | Disko                       | 13. februar 1981  | Živojin Milenković, Boris Kralj, Janez Albreht, Polde Bibič, Zlatko Šugman, Maja Šugman, Ljerka Belak, Polona Vetrih, Ivo Ban, Brane Ivanc, Sandi Pavlin, Anton Homar, Marjan Hlastec, Vojko Zidar, Slavko Hren, Jože Valentič, Irena Varga, Helena Vrhovnik, Andrej Šifrer, Zvezdana Mlakar, Franjo Kumer, Janez Rohaček, Maks Bajc, Joco Turk, Milena Grm, Ida Marinčič |

### 2. sezona
| Št. | Naslov            | Datum predvajanja | Igralci |
| --- | ----------------- | ----------------- | --- |
| 1.  | Novoletni pujs    | 8. januar 1982    | |
| 2.  | Delegat           | 15. januar 1982   | Marjan Hlastec, Janez Albreht, Boris Kralj, Polona Vetrih, Živojin Pavlović, Zlatko Šugman, Ljerka Belak, Zvezdana Mlakar, Ivo Ban, Janez Rohaček, Franc Markovčič, Maks Bajc, Danilo Turk, Brane Ivanc, Majda Potokar, Milena Muhič, Andrej Kurent, Dare Ulaga, Anton Petje, Mila Kačič, Ida Marinčič, Milena Grm |
| 3.  | Varnost pa taka   | 22. januar 1982   | Boris Kralj, Janez Albreht, Živojin Milenković |
| 4.  | Solidarnost       | 29. januar 1982   | Boris Kralj, Janez Albreht, Živojin Milenković, Zlatko Šugman, Ljerka Belak, Borut Alujevič, Franček Drofenik, Stanislava Bonisegna, Janez Rohaček, Mira Sardoč, Meta Vranič, Danilo Turk, Ivo Ban, Milena Muhič, Brane Ivanc, Franc Markovčič, Andrej Nahtigal, Iva Marinčič, Polona Vetrih, Janez Škof, Dare Ulaga, Vojko Zidar, Slavko Hren, Irena Varga, Marjan Hlastec, Andrej Kurent, Aleksander Valič, Majda Potokar, Maks Bajc, Slavko Strnad, Milena Grm, Mila Kačič, Helena Vrhovnik |
| 5.  | Prisilno mrtev    | 5. februar 1982   | Aleksander Valič, Janez Albreht, Andrej Nahtigal, Živojin Milenković, Zlatko Šugman, Zvezdana Mlakar, Boris Kralj, Ljerka Belak, Janez Rohaček, Brane Ivanc, Danilo Turk, Andrej Kurent, Maks Bajc, Majda Potokar, Milena Muhič, Pavla Brunčko, Polona Vetrih, Iva Zupančič, Mila Kačič, Janez Škof, Ivo Ban, Franc Markovčič, Dare Ulaga, Slavko Strnad, Marjan Hlastec, Alenka Bole, Anton Petje                                                                                             |
| 6.  | Podnajemniki      | 12. februar 1982  | |
| 7.  | Kulturo ljudstvu! | 19. februar 1982  | |

### 3. sezona
| Št. | Naslov            | Datum predvajanja |
| --- | ----------------- | ----------------- |
| 1.  | Pasja afera       | 10. maj 1985      |
| 2.  | Kje pa je oblast? | 17. maj 1985      |
| 3.  | Servis            | 24. maj 1985      |
| 4.  | Poravnalni svet   | 31. maj 1985      |
| 5.  | Odgovornost       | 7. junij 1985     |
| 6.  | Lisjaki           | 14. junij 1985    |

## Ekipa
- urednik in dramaturg: Bogdan Gjud
- producent: Igor Pobegajlo (1. sezona) in Zdenka Faganel (2. sezona)
- scenografija: Belica Luxa
- kostumografija: Marija Kobi
- maska: Hilda Jurečič
- uvodni song: Andrej Šifrer
- glasbena oprema: Ivo Meša
- grafična oprema: Zdenka Iršič